# Mexitrichia armata
Mexitrichia armata är en nattsländeart som först beskrevs av Jacquemart 1963.  Mexitrichia armata ingår i släktet Mexitrichia och familjen stenhusnattsländor. Inga underarter finns listade i Catalogue of Life.